# La fan
La fan es una telenovela estadounidense producida por Telemundo Studios para Telemundo en el 2017. Esta adaptada por Marcela Citterio, inspirada en una idea original de Angélica Vale. Se estrenó el 17 de enero de 2017 en sustitución de Silvana sin lana, y finalizó el 3 de abril del mismo año, siendo abruptamente cancelada y reemplazada semanas después por Jenni Rivera: Mariposa de barrio.
Está protagonizada por Angélica Vale y Juan Pablo Espinosa; y con las participaciones antagónicas de Scarlet Ortiz y Maritza Bustamante. Con las actuaciones estelares de Gabriel Porras, Ximena Duque y Jonathan Islas, además de la participación especial de Miguel Varoni.

## Trama

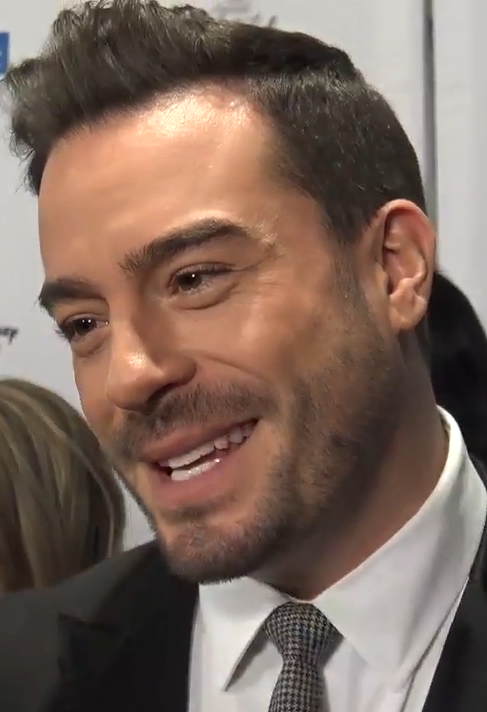
Juan Pablo Espinosa interpreta a Lucas Duarte, un famoso actor de telenovelas.

Vale (Angélica Vale) es una mujer alegre, humilde, sencilla y fanática de un actor de telenovela, el famoso Lucas Duarte (Juan Pablo Espinosa). Las vidas de Vale y Lucas se cruzan un día, por casualidad del destino, suerte o magia. Mientras ella está disfrazada de pizza, repartiendo folletos del lugar donde trabaja, ella salva intenta salvar la vida de su querido actor, sin saber que en realidad, todo se trataba de una de las escenas de la telenovela que filmaba él. Ese es el primer encuentro entre Lucas y Vale, pero no el único. El representante de Lucas, Gabriel (Gabriel Porras), se le ocurre la idea de crear un concurso para todos sus fanáticos y, después de hacer un poco de trampa, nombra a Vale como la ganadora. Vale, encantado, almuerza con él y termina salvando su vida luego de un malentendido. Después de esto, Vale se convierte en su asistente personal y su sombra, en otras palabras, su ángel guardián. Vale ya en su trabajo como asistente persona comienza a darse cuenta realmente de todos los defectos que tiene Lucas Duarte, pero aun así, ella lo ama cada vez más. Así es como Lucas comienza a darse cuenta de quién es su verdadera fan — y a pesar de todas las diferencias entre ambos, él comienza a enamorarse de ella sin darse cuenta. Pero como en cada historia, hay un pasado oscuro, un pasado que puede transformar su amor en algo imposible. Aunque ninguno de los dos sabe, Lucas es el padre de Tomás, el hijo de Lucía, amiga de Vale, a quien Vale ha criado como si fuera suya desde que murió su amiga. Él es el hombre que Vale odia por abandonar a su amiga. Por esto, Vale se encuentra en una encrucijada, debe decidir si defender a su amiga fallecida o seguir siendo lo que siempre ha sido: la gran fanática de Lucas Duarte.

## Reparto

### Reparto principal
- Angélica Vale como Valentina Pérez / Valentina Pérez Gardiazabal
- Juan Pablo Espinosa como Lucas Duarte
- Miguel Varoni como Justin Case «El Director»
- Scarlet Ortiz como Salma Beltrán
- Ximena Duque como Adriana Zubizarreta
- Jonathan Islas como Diego Castro
- Gabriel Porras como Gabriel Bustamante
- Omar Germenos como Carlos Zubizarreta
- Gloria Peralta como Eloisa Romero
- Elsy Reyes como Felicitas
- Begoña Narváez como Jessica González
- Pablo Azar como Benicio Torres
- Gabriel Rossi como Miguel Castro
- Josette Vidal como Miriam del Carmen
- Ricardo Kleinbaum como Enrique Julio Gardiazabal «Quique»
- Lorena de la Garza como Natalia
- Gabriel Valenzuela como Nicolás
- Silvana Arias como Bárbara Blanco
- Maritza Bustamante como Lucía Hernández / Úrsula Molina
- Mario Espitia como Agustín Peterlini
- Freddy Flórez como Roberto Flores «Bob»
- Roberto Plantier como Dr. Damián Arévalo
- Fernando Pacanins como Víctor Carrizo
- Lalo García como Rodrigo Gómez
- Emmanuel Pérez como Tomás Hernández

### Estrellas invitadas
- Laura Flores como Paloma
- Daniel Elbittar como Leonardo Márquez «El Potro»
- Catherine Siachoque como Isabel
- Lupita Ferrer como Silvia[2]
- Jorge Luis Pila como El Tuerto
- Jesús Moré como Franco Villar
- David Chocarro como Ricardo Ernesto / Richard Ernestón
- Ligia Petit como Roxana
- Angélica María como Valentina Gardiazabal «Mamita»
- Adamari López como Carmen Córdoba
- Wanda D'Isidoro como Guadalupe «Lupita»
- Laura Chimaras como Renata Izaguirre
- Eduardo Serrano como Pascual Blanco
- Sandra Destenave como Dolores «Lola» D'Alessandro
- Fabián Ríos como Guillermo «Willy» del Castillo
- Henry Zakka como Dr. Machado
- Fernanda Castillo como La Parka
- José Ramón Blanch como Rogelio Gutiérrez «La Bestia»
- Carlos Ponce como Luis Alberto Fontan
- Jorge Bernal como Él mismo
- Ahrid Hannaley como Karina
- Dad Dáger como Patricia

## Producción
La producción de la telenovela fue confirmada el 6 de julio de 2016, y las grabaciones concluyeron el 22 de diciembre de 2017. Es grabada principalmente en Miami, aunque las primeras escenas se hicieron en Los Ángeles. Angélica Vale explicó que la idea surgió porque quería rendir homenaje a todos sus seguidores y seguidoras de la telenovela La fea más bella. La telenovela es una idea original escrita por Angélica Vale en 2009, la cual tiene un video promocional subido a Youtube en ese mismo año. La historia fue adaptada por Marcela Citterio basada en la idea de Vale, está dirigida por Miguel Varoni, Claudio Callao y Otto Rodríguez y como productores ejecutivas Carmen Cecilia Urbaneja, José Gerardo Guillén y David Posada. Además fue grabada con un poco de formato sitcom.
El primer avance de la telenovela se presentó durante el evento transmitido por Telemundo, titulado La Fiesta Latina de iHeart Radip. La telenovela se presentó en Natpe el mismo día que terminaron la producción.

## Emisión
La telenovela se estrenó primero en México por Gala TV en el horario de las 2:00 p. m. el 17 de enero de 2017. Ese mismo día se estrenó en Estados Unidos por Telemundo a las 8pm/7c, y concluyó en Estados Unidos el 3 de abril de 2017 con un total de 54 episodios, luego de haber sido recortada por el bajo índice de audiencia que tuvo. En México tuvo un total de 65 episodios. Y en parte de los países en que fue vendida se emitió con un total de 126 episodios.

### Episodios
| N.º | Título                        | Fecha de emisión original | Audiencia (millones) |
| --- | ----------------------------- | ------------------------- | -------------------- |
| 1   | «Vale conoce a su ídolo»      | 17 de enero de 2017       | 1.46                 |
| 2   | «Atacan a Lucas»              | 18 de enero de 2017       | 1.28                 |
| 3   | «La sombra de Lucas»          | 19 de enero de 2017       | 1.25                 |
| 4   | «Beso soñado»                 | 20 de enero de 2017       | 1.06                 |
| 5   | «¿Boda con un infiel?»        | 23 de enero de 2017       | 1.45                 |
| 6   | «Todo por el rating»          | 24 de enero de 2017       | 1.30                 |
| 7   | «La farsa continúa»           | 25 de enero de 2017       | 1.21                 |
| 8   | «Primera cita»                | 26 de enero de 2017       | 1.32                 |
| 9   | «Rumbo a la fama»             | 27 de enero de 2017       | 1.20                 |
| 10  | «Carta de un suicidio»        | 30 de enero de 2017       | 1.44                 |
| 11  | «Cómplices»                   | 31 de enero de 2017       | 1.23                 |
| 12  | «La trampa de Salma»          | 1 de febrero de 2017      | 1.27                 |
| 13  | «Retrato revelador»           | 2 de febrero de 2017      | 1.30                 |
| 14  | «Atracción de dos mundos»     | 3 de febrero de 2017      | 1.13                 |
| 15  | «Intuición infantil»          | 6 de febrero de 2017      | 1.18                 |
| 16  | «Secuestran a La Fan»         | 7 de febrero de 2017      | 1.18                 |
| 17  | «Lucas es impopular»          | 8 de febrero de 2017      | 1.11                 |
| 18  | «Paternidad mediática»        | 9 de febrero de 2017      | 1.26                 |
| 19  | «Una para dos»                | 10 de febrero de 2017     | 1.20                 |
| 20  | «El Fan de La Fan»            | 13 de febrero de 2017     | 1.13                 |
| 21  | «¿Compromiso?»                | 14 de febrero de 2017     | 1.00                 |
| 22  | «Vale pierde la memoria»      | 15 de febrero de 2017     | 1.11                 |
| 23  | «Vale como Marilyn»           | 16 de febrero de 2017     | 1.30                 |
| 24  | «Recordando a Lucía»          | 17 de febrero de 2017     | 1.14                 |
| 25  | «Se destapa la mentira»       | 20 de febrero de 2017     | 1.22                 |
| 26  | «Vale rompe con Lucas»        | 21 de febrero de 2017     | 1.11                 |
| 27  | «El padre de Tomás»           | 22 de febrero de 2017     | 1.14                 |
| 28  | «Muerta de celos»             | 23 de febrero de 2017     | 1.13                 |
| 29  | «Gabriel tuerce la verdad»    | 24 de febrero de 2017     | 1.20                 |
| 30  | «Amor fingido»                | 27 de febrero de 2017     | 1.06                 |
| 31  | «Asunto de negocios»          | 28 de febrero de 2017     | 1.17                 |
| 32  | «Por el Galán del Año»        | 1 de marzo de 2017        | 0.97                 |
| 33  | «Poder de persuasión»         | 2 de marzo de 2017        | 1.17                 |
| 34  | «Vale saca las garras»        | 3 de marzo de 2017        | 1.18                 |
| 35  | «Triunfador»                  | 6 de marzo de 2017        | 1.15                 |
| 36  | «Sabotaje»                    | 7 de marzo de 2017        | 1.06                 |
| 37  | «Vale es Rosarito Jiménez»    | 8 de marzo de 2017        | 1.05                 |
| 38  | «Falsa noticia»               | 9 de marzo de 2017        | 1.12                 |
| 39  | «Desmentido en TV»            | 10 de marzo de 2017       | 1.07                 |
| 40  | «Lucas, la víctima»           | 13 de marzo de 2017       | 1.15                 |
| 41  | «Fuera del aire»              | 14 de marzo de 2017       | 1.11                 |
| 42  | «La duda de Vale»             | 15 de marzo de 2017       | 1.03                 |
| 43  | «¿Luna de miel?»              | 16 de marzo de 2017       | 1.09                 |
| 44  | «Tendencia mundial»           | 17 de marzo de 2017       | 0.93                 |
| 45  | «Reality show a la fuerza»    | 20 de marzo de 2017       | 1.04                 |
| 46  | «¿Estafados? o ¿Estafadores?» | 21 de marzo de 2017       | 0.99                 |
| 47  | «Declaración de amor»         | 22 de marzo de 2017       | 0.89                 |
| 48  | «La verdad sobre Lucía»       | 23 de marzo de 2017       | 1.06                 |
| 49  | «En aprietos»                 | 24 de marzo de 2017       | 1.04                 |
| 50  | «El escape de Tomás»          | 27 de marzo de 2017       | 0.97                 |
| 51  | «Secuestran a Lucas»          | 29 de marzo de 2017       | 1.08                 |
| 52  | «Estrella de cine»            | 30 de marzo de 2017       | 1.14                 |
| 53  | «¿Renuncia a todo?»           | 31 de marzo de 2017       | 1.11                 |
| 54  | «Enlace matrimonial»          | 3 de abril de 2017        | 1.11                 |

## Premios y nominaciones

### Premios Ascap
| Año  | Categoría                   | Nominados                                | Telenovela | Resultado |
| ---- | --------------------------- | ---------------------------------------- | ---------- | --------- |
| 2018 | Mejor canción de televisión | John Paul Villasana Pereira "Soy tu fan" | La fan     | Ganador   |

| Año  | Premiación       | Categoría                             | Nominado            | Resultado |
| ---- | ---------------- | ------------------------------------- | ------------------- | --------- |
| 2017 | Premios Tu Mundo | Mejor serie                           | La fan              | Nominada  |
| 2017 | Premios Tu Mundo | Protagonista favorito                 | Juan Pablo Espinosa | Nominado  |
| 2017 | Premios Tu Mundo | Protagonista favorita                 | Angélica Vale       | Nominada  |
| 2017 | Premios Tu Mundo | La mala más buena                     | Scarlet Ortiz       | Nominada  |
| 2017 | Premios Tu Mundo | El malo más bueno                     | Gabriel Porras      | Nominado  |
| 2017 | Premios Tu Mundo | Actor favorito                        | Jonathan Islas      | Nominado  |
| 2017 | Premios Tu Mundo | Actriz favorita                       | Ximena Duque        | Nominada  |
| 2017 | Premios Tu Mundo | Protagonista favorito con mala suerte | Angélica Vale       | Nominada  |